# Double Dragon V: The Shadow Falls
Double Dragon V: The Shadow Falls é um jogo produzido nos Estados Unidos em 1994, da série Double Dragon. ao contrário dos anteriormente produzidos, dessa vez a Technōs tinha pouca ou nenhuma participação no desenvolvimento do jogo. A Tradewest (editores da primeira versão de NES de Double Dragon e Super Double Dragon). Em vez disso, o jogo foi desenvolvido pela Leland Mídia Interativa, uma subsidiária da Tradewest. Ao contrário de jogos anteriores, que foram de luta com rolamento lateral e briga de rua, The Shadow Falls é uma jogo de luta baseado no desenho animado Double Dragon e no sucesso da Capcom de 1991: Street Fighter II. A Technōs acabaria por produzir o seu próprio jogo de luta baseado no filme Double Dragon no ano seguinte, simplesmente intitulado Double Dragon para o Neo Geo. Shadow Falls foi originalmente lançado para o Super NES e Mega Drive/Genesis, e mais tarde lançado para Atari Jaguar pela Telegames (editora do Atari Lynx), em 1995.

## Jogabilidade
O jogo segue o uso de 6 botões, mais o direcional comuns à maioria dos jogos de luta (incluindo Street Fighter II), que, na época, consistia em fraco, médio e forte socos e chutes. Os personagens têm vários movimentos especiais, bem como golpes chamados de "Overkills" onde o personagem tem a sua própria animação de morte quando eles são derrotados por um certo tipo de ataque.
O jogo possui quatro modos de jogo: Torneio, Vs., Caça e o Modo de Relógio. O torneio é um estilo arcade modo single player, onde o jogador compete contra uma série de adversários controlados pelo computador, com cada personagem tendo seu próprio final. Vs. é um modo para dois jogadores, onde um jogador enfrenta outro. Caça é um modo single player alternativo onde se compete em uma série de batalhas. No Modo história, o jogador pode escolher jogar como um dos irmãos Lee, que estão em uma missão para parar a Shadow Master de lançar uma praga, ou jogar com um dos Shadow Warriors, que deve competir para substituir Shadow Master. O jogador também pode alterar a história e ter Billy como o mau enquanto Jimmy é bom. No Modo Caça, o jogador pode também ajustar os atributos de seu próprio personagem. Modo Relógio permite que o jogador ponha dois personagens controlados pelo computador, um contra o outro.

## Personagens
Shadow Falls tem uma lista de doze combatentes - dez personagens jogáveis (os dois "Double Dragons" e oito Shadow Warriors) e dois chefes. Muitos dos personagens são do desenho Double Dragon que foi ao ar durante o lançamento do jogo. Apenas Bones, Sekka, Blade e Dominique são personagens originais, com Blade sendo um soldado genérico do desenho. Dominique e a Shadow Warrior são jogáveis no Super NES e Mega Drive/Genesis através de um código. No Jaguar, Blade, Trigger Happy e Icepick foram removidos, e Dominique foi adicionado à lista.

### Os Dois Dragões
- Billy Lee - Levantada pelo mais antigo Dragão depois de ser deixado no Dragon Dojo por seu pai, John Lee para encontrar seu irmão gêmeo, ele foi criado como um Mestre de Dragão para obedecer o código para a letra. Após a reunião de seu irmão Jimmy, ele decide lutar e se torna uma Double Dragon. Ele é nobre e só luta quando ele tem.
- Jimmy Lee - Levantada pela Sombra Mestre e enganado em acreditar que a Sombra do Mestre foi seu pai, ele foi criado para ser a Sombra do Patrão e ser mal. Depois de ser traído pela Sombra do Guerreiro, ele se junta com Billy como Double Dragon. Ele é imprudente e sempre se mete em encrenca.

### The Shadow Warriors
- Shadow Master - O mestre de todos os "Guerreiros de Sombra", ele é mau e enganador. Seu objetivo é cobrir o mundo em trevas e sombra. Ele tem muitos poderes, que incluem mudança de forma e teletransporte. Ele tem uma foice, que a metade inferior pode-se destacar e ser usada como espada. Ele é um personagem secreto e o chefe final do jogo.
- Dominique - Uma perigosa dominatrix com um chicote e facas nas pontas de seus saltos. Ela é a sub-chefe que precede a Shadow Master e é também uma personagem secreta.
- Jawbreaker - Extremamente alto, ele vai comer qualquer coisa e qualquer um. Ele tem uma grande mandíbula com dentes afiados e pode arrancar um pedaço de qualquer coisa.
- Icepick - Um especialista em computadores e o cérebro da organização. Ele luta usando uma espada e punhal.
- Bones (Ossos) - Um esqueleto ressuscitado influenciado pelo rock n' roll e tem uma tatuagem de uma cobra em sua testa. Ele empunha um rifle de laser.
- Sickle (Foice) - Rude e cruel. Ele luta com duas foices vermelhas.
- Blade (Lâmina) - Literalmente um ciborgue sem coração. Suas armas são " crimson blades".
- Trigger Happy - Um gigante bruto que gosta de destruir e atirar em coisas, ele ama o caos. Ele usa uma arma para disparar contra pessoas inocentes.
- Countdown (Contagem regressiva) - Um robô que tem foguetes nos ombros e visão de laser.
- Sekka - Um ciborgue semelhante a Blade de que tem a pele feita de armadura e garras no final de sua manoplas.

## Recepção
A versão original para o SNES, geralmente, recebeu críticas mistas. GamePro descreveu o jogo como um banal, mas um clone competente de Street Fighter II. A versão para Super NES também recebeu a nota 5,75 de 10 de Game Informer e 3.1/5 da Nintendo Power.
A versão de Sega Genesis recebeu uma classificação de 2/10 do Sega-16.